# 藤原浜主
藤原 浜主（ふじわら の はまぬし）は、平安時代初期の貴族。藤原北家、右大臣・藤原園人の長男。官位は従四位上・安芸守。

## 経歴
薬子の変終結後の弘仁元年（810年）11月に従六位下から四階の昇叙により従五位下に叙爵。のち、出羽介・近江権介と地方官を経て、右京亮・大学頭を歴任する。弘仁9年（818年）右大臣として太政官の首班にあった父の園人が没するが、弘仁11年（820年）従五位上、弘仁13年（822年）正五位下次いで従四位下と嵯峨朝末にかけて急速に昇進し、この間に侍従・神祇伯を務めた。
のち、天長4年（827年）従四位上・阿波守、承和7年（840年）安芸守に叙任されるなど淳和・仁明朝にて地方官を務めている。承和12年（845年）1月4日卒去。享年61。

## 人物
身長六尺（約182cm）の長身で、容儀に見るべきものがあった。一方で、身体が弱かった事から天皇に拝謁する事が稀であり、名家の子息でありながら、功績を残したとの評判が無く、残念な事と思われた。

## 官歴
『六国史』による。
- 時期不詳：従六位下
- 弘仁元年（810年） 11月22日：従五位下
- 弘仁2年（811年） 7月23日：出羽介
- 弘仁3年（812年） 8月26日：近江権介
- 弘仁5年（814年） 7月10日：兼右京亮。7月26日：兼大学頭、近江介如元
- 時期不詳：侍従
- 弘仁11年（820年） 正月7日：従五位上
- 弘仁13年（822年） 正月7日：正五位下。10月1日：従四位下
- 時期不詳：神祇伯
- 天長4年（827年） 正月21日：従四位上。日付不詳：阿波守
- 承和7年（840年） 正月30日：安芸守
- 承和12年（845年） 正月4日：卒去

## 系譜
『尊卑分脈』による。
- 父：藤原園人
- 母：不詳
- 妻：生母不詳の子女
  - 男子：藤原滋雄
  - 女子：藤原良仁室
- 妻：丹治松成の娘[2]
  - 男子：藤原興雄[2]